# Island Pond (Vermont)
Island Pond est une ville au Vermont dans le comté d'Essex, aux États-Unis.  La population était de 849 lors du recensement de 2000. 

## Histoire

### Le chemin de fer
Island Pond fut un important centre ferroviaire en 1853 lorsque le Grand Tronc établit un lien international entre Montréal, Québec, et Portland, dans l'État du Maine. Le village était à mi-chemin entre la route qui relie Portland à Montréal. Ce village est devenu un centre prospère pour le développement et l'entretien du chemin de fer, avec les cheminots et tous les équipements nécessaires au bon fonctionnement des trains ; le village comptait 13  voies ferrées. En 1923 le Grand Tronc du Canada fit banqueroute et le gouvernement canadien l'exploita avec son chemin de fer, le Canadien National.
Aujourd'hui, seule la station passager demeure, et on se sert d'elle comme banque.

## Média
WVTI 106.9 station de radio d'Island Pond.

## Personnalités
- George N. Dale (1834-1903), homme politique, y est mort ;
- Porter H. Dale, Représentant américain et Sénateur du Vermont, fils du précédent ;
- Rudy Vallée, chanteur et acteur américain.